# Méon
Méon ist eine Ortschaft und eine Commune déléguée in der französischen Gemeinde Noyant-Villages mit 232 Einwohnern (Stand 1. Januar 2022) im Département Maine-et-Loire in der Region Pays de la Loire. Die Einwohner werden Méonais genannt.
Méon wurde am 15. Dezember 2016 mit 13 weiteren Gemeinden, namentlich Auverse, Breil, Broc, Chalonnes-sous-le-Lude, Chavaignes, Chigné, Dénezé-sous-le-Lude, Genneteil, Lasse, Linières-Bouton, Meigné-le-Vicomte, Noyant und Parçay-les-Pins zur neuen Gemeinde Noyant-Villages zusammengeschlossen.

## Geografie
Méon liegt etwa 52 Kilometer ostnordöstlich von Angers in der Landschaft Baugeois.

## Bevölkerungsentwicklung
| Jahr                       | 1962 | 1968 | 1975 | 1982 | 1990 | 1999 | 2006 | 2013 |
| Einwohner                  | 370  | 386  | 330  | 304  | 280  | 248  | 259  | 265  |
| Quellen: Cassini und INSEE |      |      |      |      |      |      |      |      |

## Sehenswürdigkeiten
- Dolmen und Menhire
- Kirche Saint-Martin aus dem 14. Jahrhundert, Monument historique seit 1967
- Mehrere Mühlen aus dem 15./16. Jahrhundert